# 阿薩德空軍基地
阿薩德空軍基地（英語：Ayn al Asad）是设在伊拉克西部安巴尔省的一座軍事基地，供伊拉克武装部队和美国军队以及驻伊拉克的英军使用。

## 歷史
阿薩德軍事基地最初命名為卡迪西亚空军基地（英語：Qadisiyah Airbase，阿拉伯語：قاعدة القادسية الجوية），名稱來源於卡迪西亚战役，一家南斯拉夫公司在1981年到1987年间負責建造基地，后来該基地更名为阿薩德空軍基地，名稱在阿拉伯语中意为狮子。
在伊拉克战争期间，它是伊拉克第二大美国空军基地。它在2010年1月前也是美國海軍陸戰隊第2遠征軍/西方多国部队的所在地。随着美國總統奧巴馬宣佈2011年底所有美軍从伊拉克撤军，阿萨德軍事基地一度于2011年12月31日关闭。  
2014年9月，由於再次爆發伊拉克內戰，美軍返回阿薩德軍事基地。2014年10月，阿薩德空军基地及其周围地区遭到伊斯兰国的袭击。
2018年12月26日，美國總統唐纳德·特朗普和他的妻子梅拉尼亚拜访了驻扎在阿薩德空軍基地的士兵。
2019年11月23日，美國副总统迈克·彭斯和他的妻子凯伦在當年感恩节之前也來拜訪基地。
2020年1月7日，伊朗為对卡西姆·苏莱曼尼遇刺事件中被杀死的聖城軍领袖卡西姆·蘇萊曼尼报复，對阿薩德空军基地進行火箭弹袭击。
2021年3月3日，阿萨德空军基地遭到10枚火箭弹袭击。1名承包商因心臟病身亡。